# Chessenaz
Chessenaz ist eine französische Gemeinde im Département Haute-Savoie in der Region Auvergne-Rhône-Alpes.

## Geographie
Chessenaz liegt auf 436 m, etwa 23 Kilometer nordwestlich der Stadt Annecy (Luftlinie). Das Bauerndorf erstreckt sich an aussichtsreicher Lage auf einem Geländevorsprung über der Mündung eines kurzen Seitenbaches in den Usses, südwestlich der Montagne de Vuache, im Genevois.
Die Fläche des 5,23 km² großen Gemeindegebiets umfasst einen Abschnitt des westlichen Genevois. Die südliche Grenze verläuft entlang dem Usses, einem linken Seitenfluss der Rhone, der hier in einem bewaldeten Tal von Osten nach Westen fließt. Das Tal ist rund 150 m in die umgebenden Plateaus eingetieft. Von Norden her mündet unterhalb von Chessenaz ein Seitenbach, dessen östliche Talflanke ebenfalls zum Gemeindegebiet gehört. Nach Osten erstreckt sich das Gemeindeareal auf das angrenzende Hochplateau. Mit 595 m wird am Fuß der Montagne de Vuache die höchste Erhebung von Chessenaz erreicht.
Zu Chessenaz gehören der Weiler Héry (419 m) und einige Einzelhöfe. Nachbargemeinden von Chessenaz sind Clarafond-Arcine im Norden, Chaumont und Frangy im Osten, Desingy im Süden sowie Vanzy im Westen.

## Geschichte
Erstmals urkundlich erwähnt wurde Chessenaz im 14. Jahrhundert unter dem Namen Chissina. Der Ortsname geht auf das altfranzösische Wort chesnei (Eichenhain) zurück. Chessenaz gehörte von 1860 bis 2015 zum Wahlkreis (Kanton) Frangy.

## Sehenswürdigkeiten
Die Kirche Mariä Himmelfahrt in Chessenaz wurde 1924 im Stil der Neugotik erbaut.

## Bevölkerung
| Jahr                       | 1962 | 1968 | 1975 | 1982 | 1990 | 1999 | 2010 | 2020 |
| Einwohner                  | 134  | 125  | 122  | 100  | 107  | 154  | 181  | 224  |
| Quellen: Cassini und INSEE |      |      |      |      |      |      |      |      |

Mit 241 Einwohnern (Stand 1. Januar 2022) gehört Chessenaz zu den kleinsten Gemeinden des Départements Haute-Savoie. Im Verlauf des 19. und 20. Jahrhunderts nahm die Einwohnerzahl aufgrund starker Abwanderung kontinuierlich ab (1861 wurden in Chessenaz noch 245 Einwohner gezählt). Seit Beginn der 1990er Jahre wurde jedoch wieder eine Bevölkerungszunahme verzeichnet.

## Wirtschaft und Infrastruktur
Chessenaz ist noch heute ein vorwiegend durch die Landwirtschaft geprägtes Dorf. Von Bedeutung ist insbesondere der Weinbau an den sonnigen Südhängen. Chessenaz liegt in der Weinbauregion Savoie. Weißweine aus der Rebsorte Altesse (lokal Roussette genannt) dürfen unter der geschützten Herkunftsbezeichnung Roussette de Savoie vermarktet werden. Für Weißweine anderer Rebsorten sowie Rotweine gilt die AOC Vin de Savoie.
Daneben gibt es einige Betriebe des lokalen Kleingewerbes. Zahlreiche Erwerbstätige sind Wegpendler, die in den größeren Ortschaften der Umgebung sowie im Raum Annecy ihrer Arbeit nachgehen.
Die Ortschaft liegt abseits der größeren Durchgangsstraßen, ist aber von der Hauptstraße N508, die von Annecy nach Bellegarde-sur-Valserine führt, leicht erreichbar. Weitere Straßenverbindungen bestehen mit Seyssel und Clarafond-Arcine. Der nächste Anschluss an die Autobahn A40 befindet sich in einer Entfernung von rund neun Kilometer.